# Scuderia Toro Rosso STR2
O STR2/STR2B é o modelo da Scuderia Toro Rosso das temporadas de 2007 e 2008 da F-1. Condutores: Vitantonio Liuzzi, Scott Speed, Sebastian Vettel e Sébastien Bourdais. A equipe fez uma boa temporada, dentro dos padrões técnicos dela.
Vettel conquistou um belo 4° lugar no GP da China e além de ter abandonado a prova anterior, no GP do Japão, quando ocupava a 3ª posição.
A versão B do STR2 foi conduzido por Vettel e Sebastien Bourdais em 2008 até o GP da Turquia.

## Resultados[1][2]
(legenda)
| Ano  | Chassi | Motor          | Pneus | Nº | Pilotos            | 1   | 2   | 3   | 4   | 5   | 6   | 7   | 8   | 9   | 10  | 11  | 12  | 13  | 14  | 15  | 16  | 17  | 18  | Pontos   | Posição |  |
| ---- | ------ | -------------- | ----- | -- | ------------------ | --- | --- | --- | --- | --- | --- | --- | --- | --- | --- | --- | --- | --- | --- | --- | --- | --- | --- | -------- | ------- |  |
|      |        |                |       |    |                    |     |     |     |     |     |     |     |     |     |     |     |     |     |     |     |     |     |     |          |         |  |
|      |        |                |       |    |                    | AUS | MAL | BHR | SPA | MON | CAN | USA | FRA | GBR | EUR | HUN | TUR | ITA | BEL | JPN | CHN | BRA |     |          |         |  |
| 2007 | STR2   | Ferrari 056 V8 | B     | 18 | Vitantonio Liuzzi  | 14  | 17  | Ret | Ret | Ret | Ret | 17  | Ret | 16  | Ret | Ret | 15  | 17  | 12  | 9   | 6   | 13  |     | 8        | 7°      |  |
| 2007 | STR2   | Ferrari 056 V8 | B     | 19 | Scott Speed        | Ret | 14  | Ret | Ret | 9   | Ret | 13  | Ret | Ret | Ret |     |     |     |     |     |     |     |     | 8        | 7°      |  |
| 2007 | STR2   | Ferrari 056 V8 | B     | 19 | Sebastian Vettel   |     |     |     |     |     |     |     |     |     |     | 16  | 19  | 18  | Ret | Ret | 4   | Ret |     | 8        | 7°      |  |
|      |        |                |       |    |                    |     |     |     |     |     |     |     |     |     |     |     |     |     |     |     |     |     |     |          |         |  |
|      |        |                |       |    |                    | AUS | MAL | BHR | SPA | TUR | MON | CAN | FRA | GBR | GER | HUN | EUR | BEL | ITA | SIN | JPN | CHN | BRA |          |         |  |
| 2008 | STR2B  | Ferrari 056 V8 | B     | 14 | Sébastien Bourdais | 7   | Ret | 15  | Ret | Ret |     |     |     |     |     |     |     |     |     |     |     |     |     | 2*1 (39) | 6°      |  |
| 2008 | STR2B  | Ferrari 056 V8 | B     | 15 | Sebastian Vettel   | Ret | Ret | Ret | Ret | 17  |     |     |     |     |     |     |     |     |     |     |     |     |     | 2*1 (39) | 6°      |  |

↑1  O restante do campeonato utilizou o chassi STR3 marcando 37 pontos (39 na temporada).